# Bella (Potenza)
Bella is een gemeente in de Italiaanse provincie Potenza (regio Basilicata) en telt 5396 inwoners (31-12-2004). De oppervlakte bedraagt 99,3 km², de bevolkingsdichtheid is 55 inwoners per km².

## Demografie
Bella telt ongeveer 2009 huishoudens. Het aantal inwoners daalde in de periode 1991-2001 met 6,0% volgens cijfers uit de tienjaarlijkse volkstellingen van ISTAT.
| Jaar | Inwoneraantal |
| ---- | ------------- |
| 1991 | 5789          |
| 2001 | 5440          |

## Geografie
Bella grenst aan de volgende gemeenten: Atella, Avigliano, Balvano, Baragiano, Muro Lucano, Ruoti, San Fele.
Abriola · Acerenza · Albano di Lucania · Anzi · Armento · Atella · Avigliano · Balvano · Banzi · Baragiano · Barile · Bella · Brienza · Brindisi Montagna · Calvello · Calvera · Campomaggiore · Cancellara · Carbone · Castelgrande · Castelluccio Inferiore · Castelluccio Superiore · Castelmezzano · Castelsaraceno · Castronuovo di Sant'Andrea · Cersosimo · Chiaromonte · Corleto Perticara · Episcopia · Fardella · Filiano · Forenza · Francavilla in Sinni · Gallicchio · Genzano di Lucania · Ginestra · Grumento Nova · Guardia Perticara · Lagonegro · Latronico · Laurenzana · Lauria · Lavello · Maratea · Marsico Nuovo · Marsicovetere · Maschito · Melfi · Missanello · Moliterno · Montemilone · Montemurro · Muro Lucano · Nemoli · Noepoli · Oppido Lucano · Palazzo San Gervasio · Paterno · Pescopagano · Picerno · Pietragalla · Pietrapertosa · Pignola · Potenza · Rapolla · Rapone · Rionero in Vulture · Ripacandida · Rivello · Roccanova · Rotonda · Ruoti · Ruvo del Monte · San Chirico Nuovo · San Chirico Raparo · San Costantino Albanese · San Fele · San Martino d'Agri · San Paolo Albanese · San Severino Lucano · Sant'Angelo Le Fratte · Sant'Arcangelo · Sarconi · Sasso di Castalda · Satriano di Lucania · Savoia di Lucania · Senise · Spinoso · Teana · Terranova di Pollino · Tito · Tolve · Tramutola · Trecchina · Trivigno · Vaglio Basilicata · Venosa · Vietri di Potenza · Viggianello · Viggiano
1. ↑  https://demo.istat.it/?l=it.